# Animal fouisseur

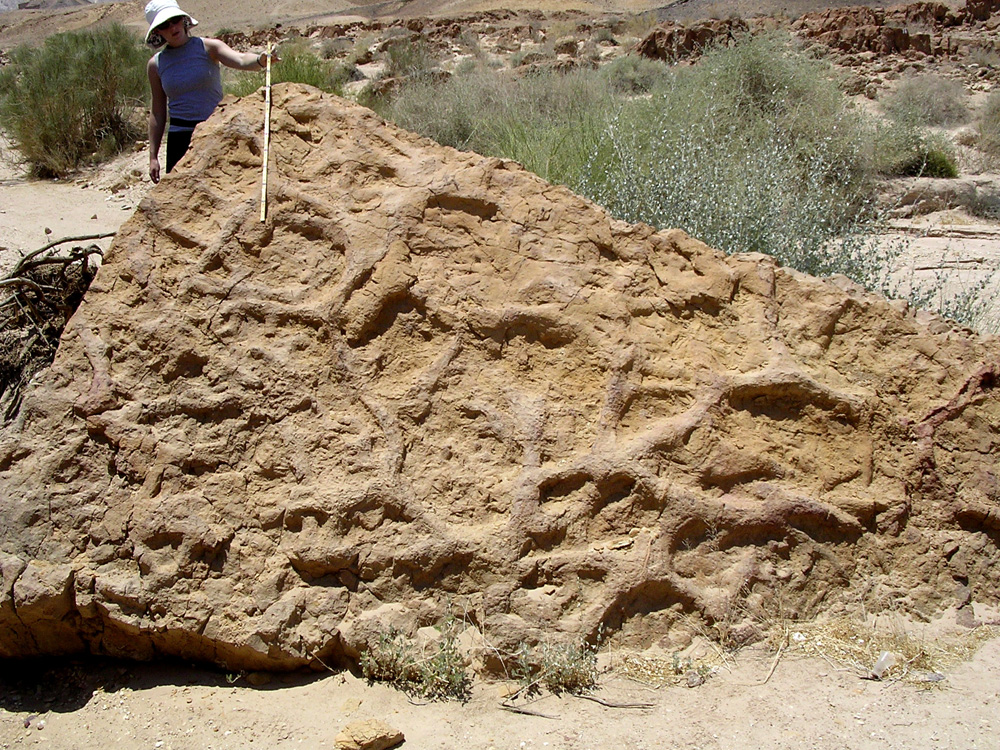
Galeries dans des sédiments fossilisés, creusées par des crustacés fouisseurs de l'époque Jurassique (Sud d'Israël).

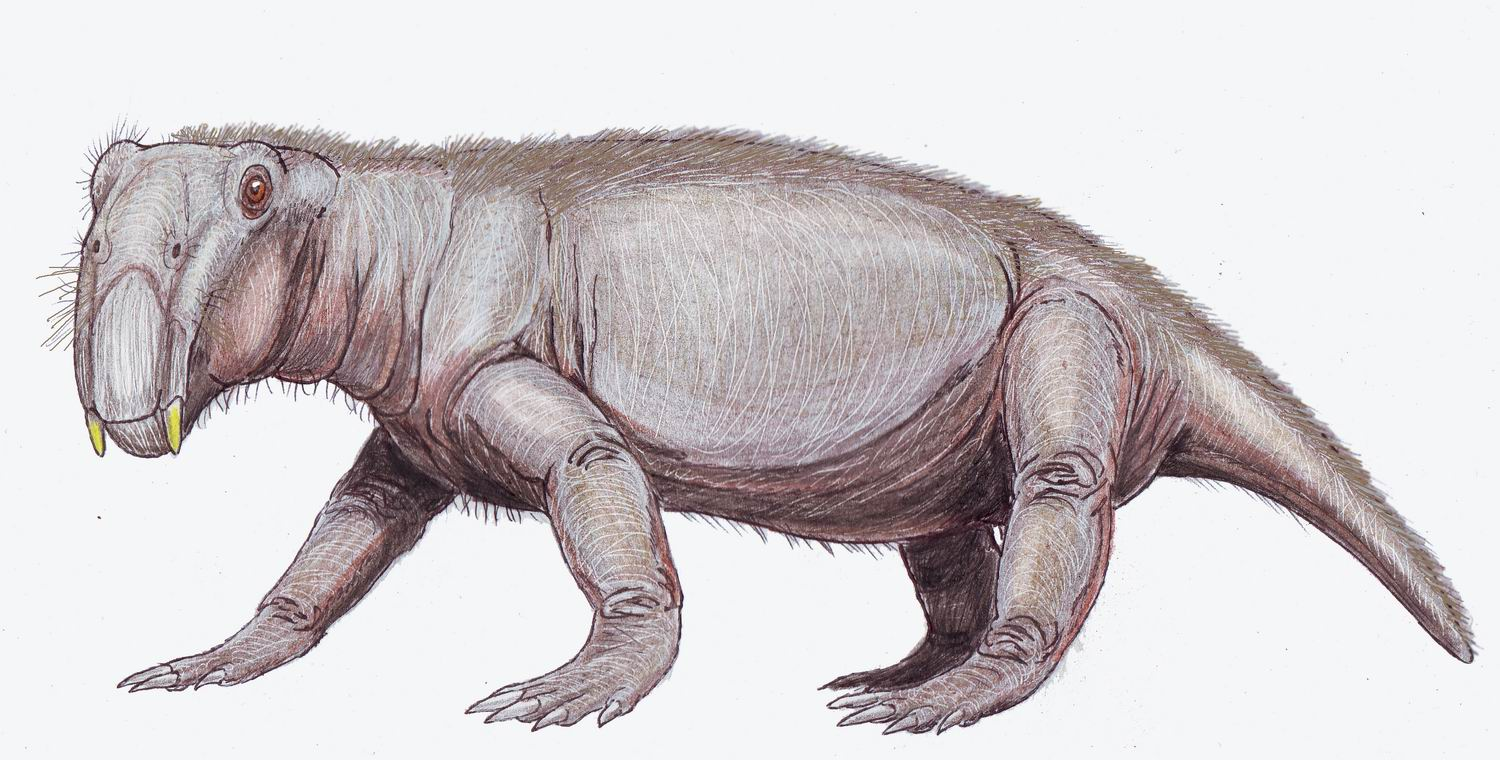
Le Lystrosaurus est un reptile fouisseur de lordre des Thérapsides — ou reptiles mammaliens —. Il vécut entre le Permien supérieur et le Trias supérieur. C'est l'une des rares grandes espèces rescapées de la grande extinction des espèces (peut-être en partie grâce à sa capacité à se protéger sous le sol ?)

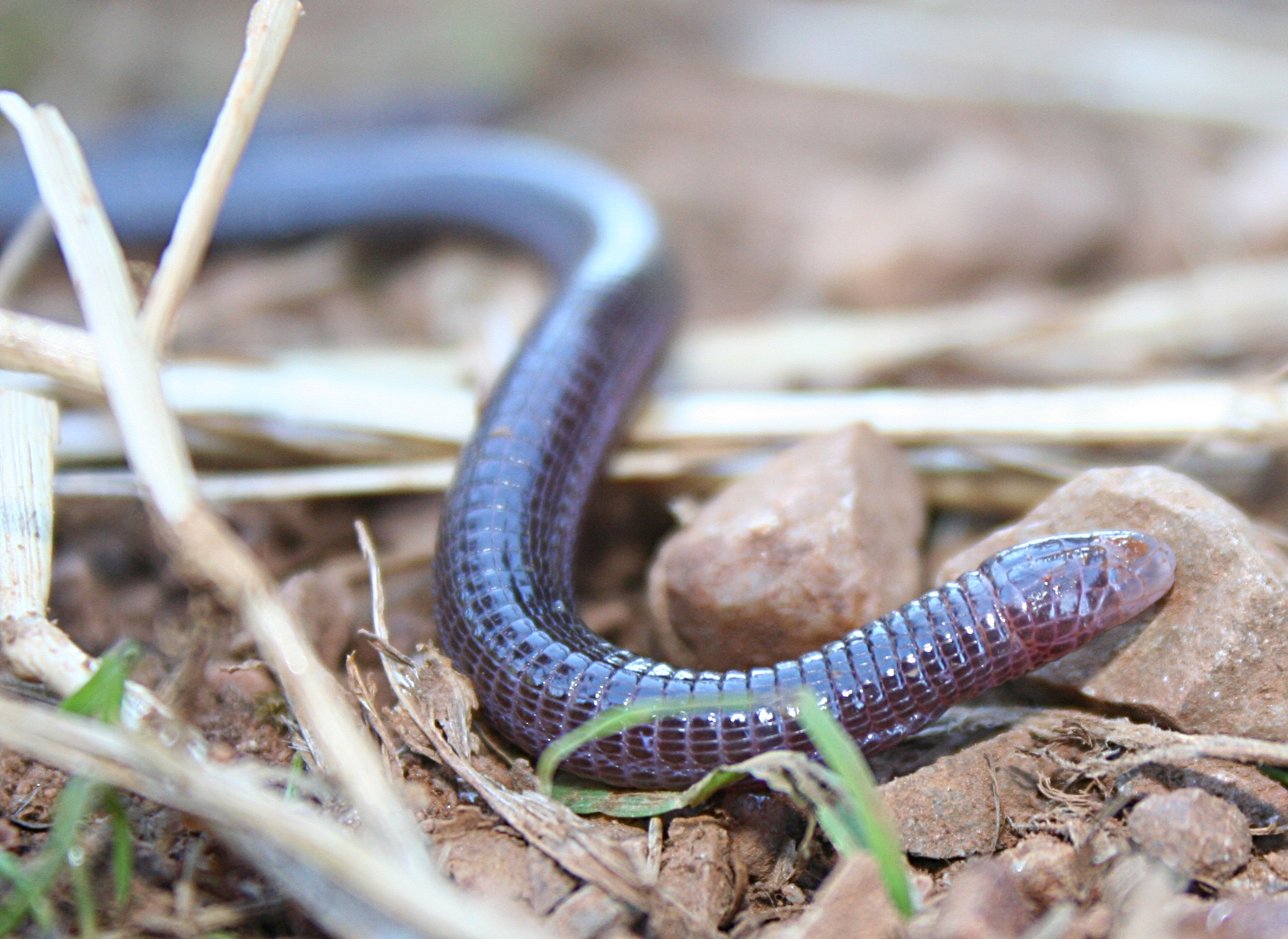
Amphisbène, reptile fouisseur présentant de nombreuses adaptations au fouissage.

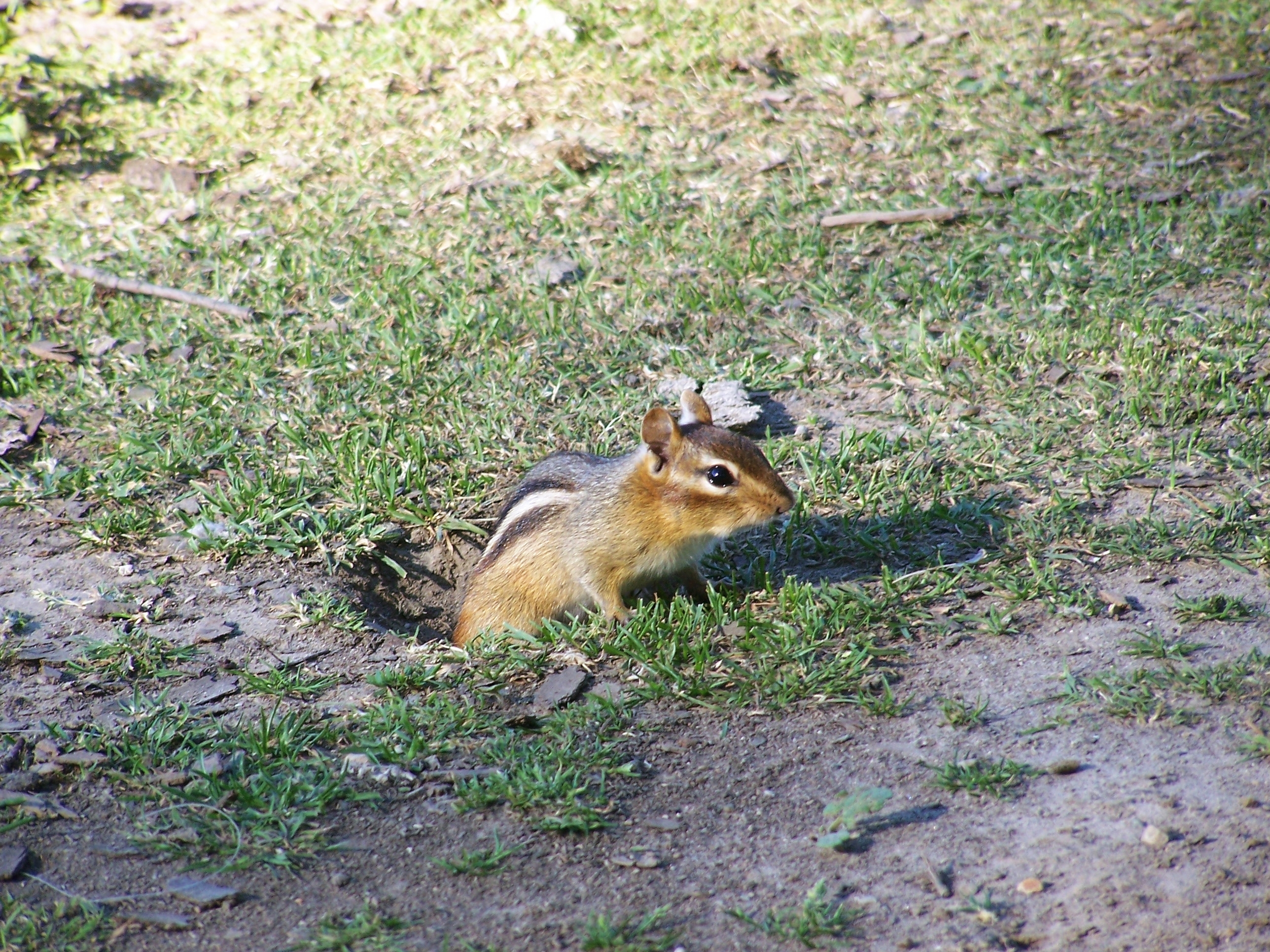
Un tamia émergeant de son terrier.

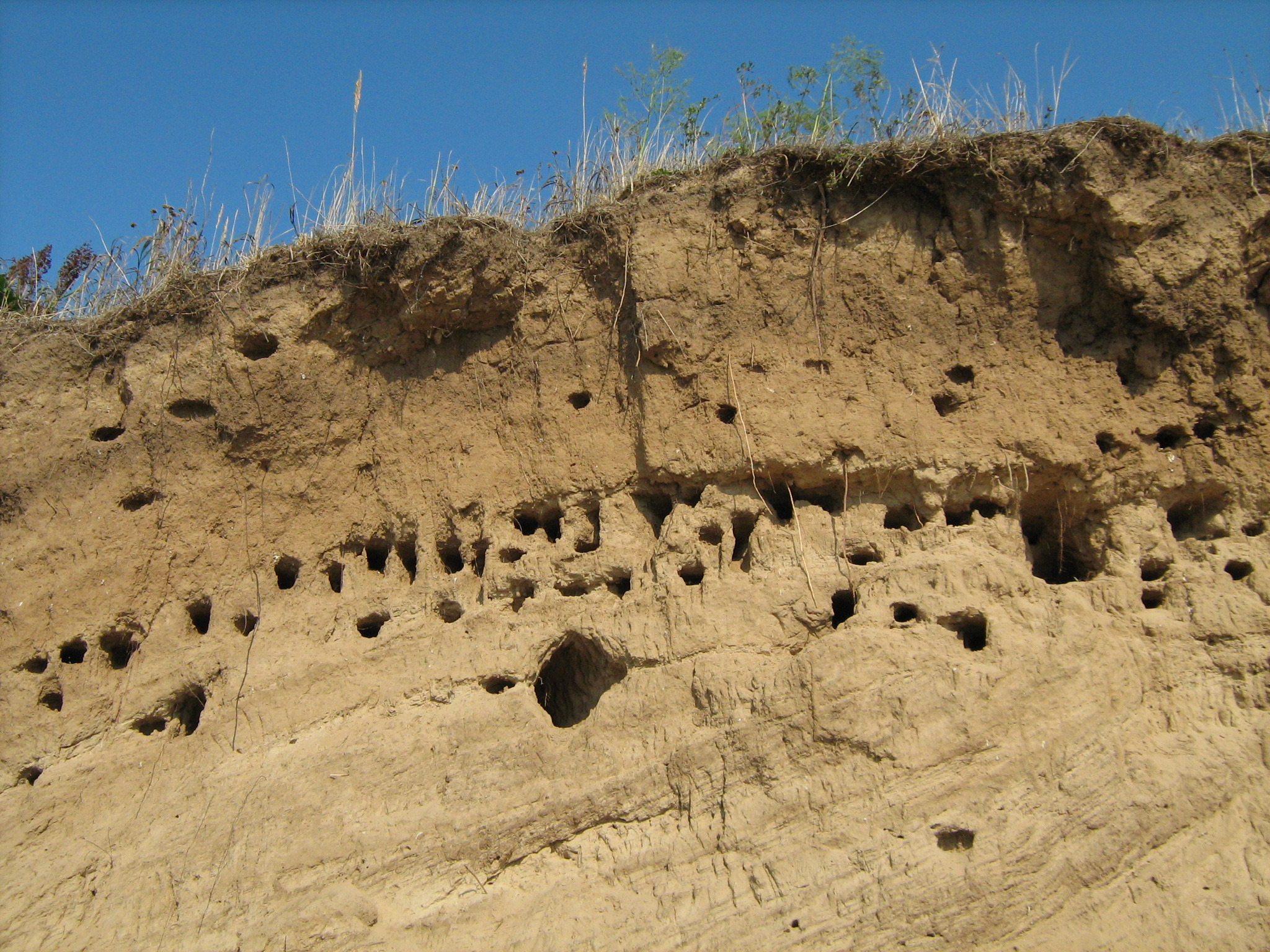
Terriers d'hirondelles de rivage sur les berges de la Volga près de Kstovo (Russie).

Un animal fouisseur est un animal, terrestre ou aquatique, qui creuse respectivement le sol et les sédiments pour y passer tout ou partie de sa vie ou s'y nourrir (vers de terre par exemple). Le fouissement met en œuvre des mécanismes très divers selon les groupes d'animaux. Les formes fouisseuses peuvent creuser des trous ou des galeries (simples ou multiples, à une ou plusieurs sorties) et y vivre seules, en famille ou en groupes plus importants.
Parfois, un même terrier peut être partagé par plusieurs espèces.
Dans le cas d'animaux comme le lombric ou certains vers de sable, le terrier est aussi en quelque sorte un sous-produit de son mode de locomotion.
Une partie de la faune fouisseuse est ou a été considérée comme « nuisible », mais on reconnait maintenant aux organismes fouisseurs un rôle écologique important voire majeur (service écosystémique) en termes d'aération, de micro-drainage, de cycle biogéochimique et de productivité du sol 
De nombreuses espèces vivent dans les sédiments qu’elles contribuent à mélanger et à aérer, y évitant une anoxie peu favorable aux espèces dites "supérieures".

## Histoire
Comme le montrent de nombreux fossiles trouvés sur tous les continents, le fouissage est probablement un mode de vie et d'habitat très ancien sur terre comme dans les sédiments aquatiques. 

Il a présenté ou présente certains avantages contre la prédation (bien que les taupes puissent par exemple se nourrir des vers de terre en ayant adapté un mode de vie souterraine impliquant également le fouissage). 

C'est un mode de vie qui préserve aussi l'animal des grands froids, de certains incendies (quand l'animal ne meurt pas asphyxié) et des ultraviolets et (probablement beaucoup plus intenses et agressifs quand la terre n'était pas encore entourée d'une couche d'ozone), mais qui rend vulnérable aux inondations et à certains parasites (puces et certains acariens qui peuvent pulluler dans certains terriers par exemple).

## Typologies
Les animaux fouisseurs peuvent être classés dans leur groupe systématique (oiseaux, reptiles, mammifères, invertébrés, etc.)
ou selon leur habitat préférentiel :
- Ce sont parfois des animaux (Edaphon) vivant plutôt en surface du sol qu'en profondeur. Souvent ils ne font que creuser leur gîte ou tanière dans le sol, parfois uniquement pour y hiberner ;
- Ce sont parfois des animaux de la faune du sol, on distingue alors :

- l'Hémiédaphon (le groupe des organismes de la litière qui fouit aussi le sol en surface, et les espèces de l'horizon organique dites espèces hémiédaphiques).
- l'Euédaphon (organismes des profondeurs généralement caractérisés par des traits adaptatifs plus marqués (espèces euédaphiques).
On parle de faune anécique, endogée ou épigée selon les profondeurs où elle vit, et selon l'orientation (horizontale ou verticale de leurs galeries, dans le cas des vers de terre par exemple).
On trouve aussi des animaux fouisseurs dans les sédiments marins ou d'eau douce ; coquillages et vers principalement. Dans les sédiments anoxiques, certains fouisseurs passent une grande partie de leur temps la tête dans le sédiment et la queue hors de celui-ci, tels Tubifex tubifex et Lumbriculus variegatus en eau douce.
Certains animaux ne deviennent fouisseurs que dans certains contextes.

Ainsi et à titre d'exemple, une espèce-ingénieur comme le castor (C. fiber en Eurasie et C. canadensis en Amérique du Nord) par exemple construit des « huttes » faites de branches et de terre (en bordure d'étangs, de cours d'eau ou « insularisées » par un plan d'eau naturel ou retenu par un barrage dans les zones humides), mais il creuse un terrier sur les bords de fleuves plus puissants (Loire par exemple) ou quand il est pourchassé (on parlait autrefois de Castor-terrier pour désigner ces castors fouisseurs, dont la fourrure était réputée de moindre qualité). Selon qu'il est fouisseur ou non, les effets écopaysagers de sa présence diffèrent fortement (un peu moins importants quand il vit dans des terriers que quand il creuse des barrages).

## Exemples
Les animaux fouisseurs sont communs presque partout, dans tous les groupes taxonomiques animaux, dont :
- mammifères (notamment mammifères insectivores tels que les taupes ou musaraignes, mais aussi des rongeurs (ex : marmotte qui selon certaines estimations pourrait pour un seul terrier d'un mètre cube environ, déplacer 320 kg de sol ou cailloux); Certains comme l'écureuil roux ne fouissent le sol que pour y manger les truffes (Elaphomyces granulatus surtout, et y enterrer leurs provisions de graines. Les blaireaux créent de véritables villages souterrains qu'ils peuvent habiter durant plusieurs siècles. Le lapin et d'autres Lagomorphes font un travail important de terrassement. Le plus grand animal fouisseur est probablement l'ours polaire quand il creuse sa tanière dans la neige et/ou le sol ;
- amphibiens ;
- reptiles ;
- oiseaux ; les oiseaux fouisseurs sont souvent des espèces dépendantes de l'eau. Ils creusent généralement leur terrier dans du sable ou des matériaux assez faciles à creuser, dans de petites falaises ou berges. C'est le cas de l'Hirondelle de rivage, du macareux, du martin pêcheur et du guêpier par exemple, ou encore de certains manchots et d'autres oiseaux pélagiques ; le Manchot de Magellan (Spheniscus magellanicus) creuse ainsi son terrier le long du littoral de Patagonie[3] ;
- petits dinosaures fouisseurs, de la moitié du Crétacé, dont 3 fossiles (un adulte et 2 jeunes) ont été trouvés dans une chambre élargie creusée au fond d'un terrier, conservé dans le sud-ouest du Montana) aux États-Unis[4]). De tels terriers auraient peut-être permis à de petites espèces de dinosaures de vivre dans des environnements extrêmes aux latitudes polaires, dans des déserts et zones de zones de haute montagne[4] ;
- invertébrés (très nombreux) dont :
  - insectes (adulte et/ou larve),
  - acariens,
  - araignées,
  - oursins,
  - crustacés,
  - palourdes,
  - vers…

## Substrats creusés
Ils sont très variés.
Des souris kangourou creusent le sable fin et la gale est causée par un acarien qui creuse ses galeries dans la peau des animaux (y compris les humains) qu'il infeste; 
Les termites creusent des terriers dans le bois. 
Certains oursins et coquillages peuvent creuser des roches assez dures.[réf. nécessaire]

## Les galeries
Elles varient d'un simple tube de quelques millimètres de long ou large à des réseaux complexes de tunnels creusés sur plusieurs kilomètres et mettant en communication plusieurs centaines de chambres comme celles du lapin de garenne.

## Rôle écologique des fouisseurs
Le fouisseur le plus souvent cité est le ver de terre, autrefois considéré comme « nuisible », mais réhabilité par Darwin dans un livre traduit en Français en 1882. et élevé par Jones au rang d’ « ingénieur du sol ». Ce ver fouisseur contribue en effet au mélange permanent des couches du sol (phénomène dit de bioturbation) et c’est un des « faiseurs de sol » et il en améliore la productivité ; De plus ses galeries en facilitent aussi la colonisation par les racines, les bactéries et les mycéliums, et ils améliorent beaucoup sa productivité. Son aire de vie est parfois dite « drilosphère »

Dans un ouvrage publié le 10 octobre 1881 et intitulé « "The formation of vegetable mould through the action of worms with observations on their habits" » (son dernier livre scientifique, qui s'est vendu à 2000 exemplaires immédiatement, et en quelques mois à 3 500 exemplaires vendus puis à 8500 exemplaires en moins de trois ans, soit plus rapidement et en plus grand nombre que son œuvre principale, «L'Origine des espèces»), il a traité de l'importance du travail de bioturbation des vers de terre sur la pédogenèse, l’érosion, la fertilité du sol. 
Un critique en fait le commentaire suivant : « Au regard de la plupart des gens… le ver de terre est simplement un annélide aveugle, sourd, dépourvu de sensations, désagréablement gluant. M. Darwin entreprend de réhabiliter son caractère, et le ver s’avance tout à coup comme un personnage intelligent et bienfaisant, qui opère de vastes changements géologiques, un niveleur de montagnes… un ami de l’homme… et un allié de la Société pour la conservation des monuments anciens ». La réédition en 1945 de ce livre, avec une Introduction par Sir Albert Howard aura un succès encore plus important, confirmant le rôle de Darwin en tant que précurseur dans l'histoire de la pédologie. Il a démontré l'importance globale de l'activité des vers de terre dans la fertilité des sols ; « La charrue est une des inventions les plus anciennes et les plus précieuses de l'homme, mais longtemps avant qu'elle existât, le sol était de fait labouré par les vers de terre et il ne cessera jamais de l'être encore. Il est permis de douter qu'il y ait beaucoup d'autres animaux qui aient joué dans l'histoire du globe un rôle aussi important que ces créatures d'une organisation si inférieure » tout comme le climat, la nature de la roche-mère sur laquelle se développe le sol en question, et le type de litière apporté au sol.

## Dispersion ou remise à jour de polluants
Les animaux fouisseurs peuvent enfouir ou remonter au jour des polluants enfouis, dont des radionucléides. Lysikov a ainsi montré (en 1995) près de la centrale de Tchernobyl, après la catastrophe de 1986, que le travail de fouissage du sanglier interférait avec la circulation des radionucléides (dont césium) dans l'environnement.